# Paul Boepple
Paul Boepple (* 19. Juli 1896 in Basel; † 21. Dezember 1970 in Brattleboro) war ein schweizerisch-US-amerikanischer Chorleiter und Musikpädagoge.

## Leben
Boeplle studierte an der Universität Basel und darauf am Internationalen Jaques-Dalcroze-Zentrum in Genf, wo er Émile Jaques-Dalcrozes System der rhythmisch-musikalischen Erziehung übernahm. Von 1918 bis 1926 unterrichtete er an dem Institut. 1926 emigrierte er in die USA und übernahm die Leitung der Dalcroze School of Music in New York, die er bis 1944 innehatte. Daneben unterrichtete er von 1932 bis 1934 am Chicago Musical College und von 1935 bis 1938 an der Westminster Choir School in Princeton, New Jersey. Von 1944 bis 1964 war er Lehrer am Bennington College in Vermont.
1934 gründete Boepple an der Dalcroze School die Cantata Society, die er bis 1936 leitete. Darauf übernahm er die Leitung der Dessoff Choirs, die Margarete Dessoff 1926 gegründet hatte. Sein Nachfolger bei der Cantata Society, die bald unter dem Namen The Cantata Singers bekannt wurde, wurde Arthur Mendel. Mit den Dessoff Choirs, die zwischen 120 und 160 Mitglieder hatten, führte Boepple Werke wie Händels Israel in Egypt und Mozarts Große Credomesse auf, aber auch Werke zeitgenössischer Komponisten, wie Frank Martins Golgotha und Arthur Honeggers Nicholas de Flue und Judith. Zudem machte er das amerikanische Publikum mit Werken bis dahin dort kaum bekannter Komponisten Alter Musik wie Josquin Desprez, Claude Le Jeune, Tomás Luis de Victoria und Heinrich Schütz bekannt.
Aufnahmen mit den Dessoff Choirs erschienen bei den Labels Vox Records und Counterpoint Records. Boepple starb 1970 an einer Lungenentzündung.